# Robert Kranenborg
Robert Kranenborg (Amersfoort, 12 oktober 1950) is een Nederlandse chef-kok en televisiepersoonlijkheid. Hij verwierf (inter)nationale bekendheid door als chef-kok van het Amsterdamse restaurant La Rive, gevestigd in het Amstel Hotel, twee Michelinsterren te behalen. Hij maakte daarnaast deel uit van verschillende culinaire televisieprogramma's.

## Biografie

### Chef-kok

#### Eerste stappen
Kranenborg begon zijn carrière bij het schouwburgrestaurant Orpheus in Apeldoorn. Hij kwam in aanraking met haute cuisine bij restaurant De Witte in Amersfoort, dat destijds één Michelinster had en geleid werd door Ernst Hastricht, een van de oprichters van de Alliance Gastronomique Neerlandaise. De chef-kok in die tijd was Willy Volkers, die kort daarvoor Nico Weijsenfeld had opgevolgd.

#### Frankrijk
Na De Witte ging Kranenborg aan de slag in Frankrijk bij L'Oustau de Baumanière in Les Baux-de-Provence dat destijds drie Michelinsterren had. Hierna volgden nog Péniche Île-de-France (één ster) en Le Grand Véfour (drie sterren), beide in Parijs. Le Grand Véfour stond onder leiding van Frankrijks eerste televisiekok Raymond Oliver.

#### Terug in Nederland
In 1977 keerde Kranenborg terug naar Nederland, waar hij als chef aan de slag ging bij restaurant De Echoput in Hoog Soeren, waar hij samenwerkte met chef Theus de Kok onder leiding van Jaap Klosse. Twee jaar later vertrok hij weer naar het buitenland, deze keer naar Brussel, waar hij na het overlijden van chef Abel Bernard chef de cuisine werd van La Cravache d'Or, dat uiteindelijk twee sterren kreeg. Voorafgaande aan zijn overstap naar La Rive, gevestigd in het Amstel Hotel in Amsterdam, werkte Kranenborg vijf jaar als chef bij het Haagse restaurant Corona, dat eigendom was van bierbrouwer Heineken, waar hij tussen 1988 en 1992 een Michelinster behaalde.
Na de grootscheepse renovatie van het Amstel Hotel (1989-1992), trad Kranenborg hier in dienst met een nieuwe keuken tot zijn beschikking. De eerste ster volgde twee jaar later en weer twee jaar daarna volgde de tweede ster in 1997. Daarna werd gekookt om een derde ster te halen, maar over de manier waarop die derde ster behaald zou moeten worden, verschilden directie en Kranenborg met elkaar. Dit conflict luidde het einde in van zijn tijd bij het Amstel.

#### Na La Rive
Na zijn vertrek uit het Amstel Hotel in april 2000, waar hij tussen 1997 en 2000 twee Michelinsterren had, deed hij samen met maître John Vincke een poging een restaurant met drie Michelinsterren te krijgen. Hun restaurant Vossius bleek te hoog gegrepen en was een kort leven beschoren. Ondanks dat het al in 2002 en 2003 een Michelinster kreeg. Het restaurant ging failliet en de inboedel werd verkocht.
Kranenborg werd vervolgens een contract aangeboden als executive chef de cuisine bij het toen in aanbouw zijnde restaurant Le Cirque, onderdeel van het Circustheater in Scheveningen. Ook daar kreeg Kranenborg eind 2006 een Michelinster. Hij werd aangesteld om dit restaurant op de culinaire kaart van Nederland te zetten. Nadat dit gebeurd was, verliet hij Le Cirque op 1 november 2007.
In november 2014 was Kranenborg nog betrokken bij het opzetten van een keten hamburgerrestaurants.

### Televisie
In 2009 was Kranenborg te zien in het RTL 5-programma Over de Kook waar hij een week lang met amateur chefs kookte in een restaurant in Amsterdam. Later volgden meer televisieprogramma's. Zo was hij van 2010 tot 2013 te zien in het RTL 4-programma Topchef waarin hij met culinair deskundige en kookboekenschrijver Julius Jaspers de jury en presentatie voor zijn rekening nam. In 2014 was hij als coach en jurylid betrokken bij het Belgisch-Nederlandse televisieprogramma The Taste, samen met Herman den Blijker, Gert De Mangeleer en Wout Bru.
Samen met wisselende (soms internationale) koks was Kranenborg sinds december 2010 regelmatig te gast bij De Wereld Draait Door om een klassiek gerecht te presenteren dat bijna nergens meer op de kaart staat. Een in december 2015 hieruit voortkomend pop-uprestaurant van DWDD onder leiding van Kranenborg moest na twee dagen de deuren sluiten omdat het te groot van opzet was waardoor de culinaire verwachtingen niet waargemaakt konden worden.
In het najaar van 2013 deed Kranenborg mee aan het veertiende seizoen van het RTL 5-programma Expeditie Robinson waar hij na vijf afleveringen het programma moest verlaten.
In 2016 werkte Kranenborg mee aan het programma MasterChef dat in 2016 werd uitgezonden op SBS6. Hierin was hij te zien met culinair journalist Marcus Polman en chef Michiel van der Eerde. Eind 2016 werd bij Net5 de serie Kitchen Impossible uitgezonden waarin Kranenborg samen met televisiekok Mounir Toub en presentator Arie Boomsma acht deelnemers met een lichamelijke en of geestelijke aandoening klaarstoomde voor een baan in de horeca.

### Boeken
Kranenborg heeft vijf kookboeken op zijn naam staan. Het eerste verscheen in zijn nadagen bij restaurant Corona in 1991 (titel: Vis, subtitel: Spelen met vuur, uitgegeven door Lannoo). In 2006 verscheen Een bijzondere manier van cuisson geven - maar niet zonder risico met teksten van Will Jansen en fotografie van Pieter Ouddeken bij uitgeverij KunstMag. In 2011 bracht uitgeverij Carrera het boek Winter - Een culinaire biografie uit met teksten van Pieter J. Bogaers. Een jaar later verscheen Herfst, maar de delen Lente en Zomer laten op zich wachten. Eind 2015 verscheen het boek DWDD kookt met Kranenborg waarin gerechten gebundeld zijn die door Kranenborg in de vijf voorafgaande jaren behandeld werden bij de talkshow. Pieter Bogaers zorgde weer voor de teksten; Arjan Benning was samen met Marco Paone verantwoordelijk voor de fotografie (uitgeverij Kosmos).

### Onderscheiding
Op 26 april 2016 werd Robert Kranenborg benoemd tot Ridder in de Orde van Oranje-Nassau. De versierselen werden hem die dag opgespeld door staatssecretaris Martijn van Dam van Economische Zaken. Kranenborg ontving de onderscheiding voor zijn verdiensten ten behoeve van de Nederlandse gastronomie in de jaren 80 en 90, voor zijn bereidheid om zijn kennis te delen via televisieprogramma's (waardoor velen enthousiast gemaakt worden voor het koksvak) en voor zijn inzet ten behoeve van de Robert Kranenborg Academie, waar mensen met een leerbeperking een training ondergaan van enkele maanden om vervolgens aan het werk te gaan in de horeca.

## Trivia
- CD album Luisterrijk eten & Dubbel genieten (april 1997) in samenwerking met Chris Hinze en de topkoks Robert Kranenborg, Paul Fagel, Jon Sistermans, Henk Savelberg en Ton Fagel.[4]